# Davis Cup 2024 – baráž 2. světové skupiny
Baráž 2. světové skupiny Davis Cupu 2024 představovala dvanáct mezistátních tenisových zápasů hraných mezi 2. a 3., respektive 3. a 4. únorem 2024. V rámci Davis Cupu 2024 se jí zúčastnilo dvacet čtyři družstev, která vytvořila dvanáct párů. Dvoudenní vzájemná mezistátní utkání se konala ve formátu domácího a hostujícího týmu do tři vítězných bodů (čtyři dvouhry a čtyřhra).
Vítězové postoupili do zářijové 2. světové skupiny 2024 a na poražené čekala účast ve 3. skupinách kontinentálních zón 2024.

## Přehled
Baráže 2. světové skupiny se zúčastnilo dvacet čtyři týmů:
- 12 poražených týmů z 2. světové skupiny 2023
- 12 vítězných týmů z baráží 3. skupin kontinentálních zón 2023
  - 3 týmy z Evropy
  - 3 týmy z Asie a Oceánie
  - 3 týmy z Ameriky
  - 3 týmy z Afriky

| Nasazené týmy 1. Uruguay (46. ITF) 2. Slovinsko (49.) 3. Tunisko (52.) 4. Salvador (53.) 5. Hongkong (54.) 6. Barbados (56.) 7. Maroko (57.) 8. Jižní Afrika (58.) 9. Indonésie (59.) 10. Bolívie (60.) 11. Estonsko (61.) 12. Monako (62.) | Nenasazené týmy - Paraguay (63.) - Jamajka (65.) - Čína (67.) - Thajsko (68.) - Vietnam (70.) - Zimbabwe (73.) - Kypr (74.) - Írán (75.) - Kostarika (76.) - Pacifická Oceánie (77.) - Moldavsko (86.) - Togo (94.) |

Žebříček ITF k 18. září 2023.
| Baráž 2. světové skupiny – 2.–3. a 3.–4. února 2024 | Baráž 2. světové skupiny – 2.–3. a 3.–4. února 2024 | Baráž 2. světové skupiny – 2.–3. a 3.–4. února 2024 | Baráž 2. světové skupiny – 2.–3. a 3.–4. února 2024 | Baráž 2. světové skupiny – 2.–3. a 3.–4. února 2024        | Baráž 2. světové skupiny – 2.–3. a 3.–4. února 2024 | Baráž 2. světové skupiny – 2.–3. a 3.–4. února 2024 |
| Domácí                                              | výsledek                                            | hosté                                               | místo konání                                        | areál / hala                                               | povrch                                              |                                                     |
| --------------------------------------------------- | --------------------------------------------------- | --------------------------------------------------- | --------------------------------------------------- | ---------------------------------------------------------- | --------------------------------------------------- | --------------------------------------------------- |
| Uruguay [1]                                         | 3–2                                                 | Moldavsko                                           | Montevideo                                          | Carrasco Lawn Tennis Club                                  | antuka                                              |                                                     |
| Čína                                                | 3–2                                                 | Slovinsko [2]                                       | Kanton                                              | Guangzhou Development District International Tennis School | tvrdý                                               |                                                     |
| Tunisko [3]                                         | 3–0                                                 | Kostarika                                           | Tunis                                               | Cité Nationale Sportive El Menzah                          | tvrdý                                               |                                                     |
| Salvador [4]                                        | 4–0                                                 | Pacifická Oceánie                                   | Santa Tecla                                         | Polideportivo de Ciudad Merliot                            | tvrdý                                               |                                                     |
| Hongkong [5]                                        | 3–1                                                 | Zimbabwe                                            | Hongkong                                            | Tenisový stadion Victoria Parku                            | tvrdý                                               |                                                     |
| Jamajka                                             | 2–3                                                 | Barbados [6]                                        | Kingston                                            | Eric Bell National Tennis Centre                           | tvrdý                                               |                                                     |
| Kypr                                                | 1–3                                                 | Maroko [7]                                          | Nikósie                                             | Národní tenisové centrum                                   | tvrdý                                               |                                                     |
| Vietnam                                             | 2–3                                                 | Jižní Afrika [8]                                    | Từ Sơn                                              | Hanaka Paris Ocean Park                                    | tvrdý                                               |                                                     |
| Togo                                                | 3–2                                                 | Indonésie [9]                                       | Lomé                                                | Stade Omnisport de Lomé                                    | tvrdý                                               |                                                     |
| Bolívie [10]                                        | 4–0                                                 | Thajsko                                             | La Paz                                              | Club de Tenis La Paz                                       | antuka                                              |                                                     |
| Írán                                                | –                                                   | Estonsko [11]                                       | Kolombo (Srí Lanka)                                 | Sri Lanka Lawn Tennis Association Complex                  | antuka                                              |                                                     |
| Paraguay                                            | 1–3                                                 | Monako [12]                                         | Asunción                                            | Club Internacional de Tenis                                | antuka                                              |                                                     |

## Zápasy baráže 2. světové skupiny

### Uruguay vs. Moldavsko
| | Uruguay | 3 :                                                        | 2   | Moldavsko |     |  |
| --- | ------- | ---------------------------------------------------------- | --- | --------- | --- |  |
| Carrasco Lawn Tennis Club, Montevideo, Uruguay 3.–4. února 2024 antuka |         |                                                            |     |           |     |  |
| \| \| \| \| 1. \| 2. \| 3. \| \| \| -- \| \| ---------------------------------------------------------- \| --- \| --- \| --- \| \| \| 1. \| \| Franco Roncadelli Ilja Snițari \| 4 6 \| 6 1 \| 6 1 \| \| \| 2. \| \| Joaquín Aguilar Cardozo Radu Albot \| 2 6 \| 3 6 \| \| \| \| 3. \| \| Ariel Behar / Ignacio Carou Radu Albot / Alexandr Cozbinov \| 7 5 \| 2 6 \| 6 3 \| \| \| 4. \| \| Franco Roncadelli Radu Albot \| 3 6 \| 1 6 \| \| \| \| 5. \| \| Joaquín Aguilar Cardozo Ilja Snițari \| 6 1 \| 6 0 \| \| \| \| \| \| \| \| \| \| \| \| \| \| \| \| \| \| \| \| \| \| \| \| \| \| \| \| \| \| \| \| \| \| \| \| \| \| \| \| \| \| \| |         |                                                            |     |           |     |  |
| |         |                                                            | 1.  | 2.        | 3.  |  |
| 1. |         | Franco Roncadelli Ilja Snițari                             | 4 6 | 6 1       | 6 1 |  |
| 2. |         | Joaquín Aguilar Cardozo Radu Albot                         | 2 6 | 3 6       |     |  |
| 3. |         | Ariel Behar / Ignacio Carou Radu Albot / Alexandr Cozbinov | 7 5 | 2 6       | 6 3 |  |
| 4. |         | Franco Roncadelli Radu Albot                               | 3 6 | 1 6       |     |  |
| 5. |         | Joaquín Aguilar Cardozo Ilja Snițari                       | 6 1 | 6 0       |     |  |
| |         |                                                            |     |           |     |  |
| |         |                                                            |     |           |     |  |
| |         |                                                            |     |           |     |  |
| |         |                                                            |     |           |     |  |
| |         |                                                            |     |           |     |  |

### Čína vs. Slovinsko
| | Čína | 3 :                                                                    | 2   | Slovinsko |     |  |
| --- | ---- | ---------------------------------------------------------------------- | --- | --------- | --- |  |
| Guangzhou Development District International Tennis School, Kanton, Čína 2.–3. února 2024 tvrdý |      |                                                                        |     |           |     |  |
| \| \| \| \| 1. \| 2. \| 3. \| \| \| -- \| \| ---------------------------------------------------------------------- \| --- \| ---- \| --- \| \| \| 1. \| \| Čang Č’-čen Matic Križnik \| 6 0 \| 6 2 \| \| \| \| 2. \| \| Čou I Sebastian Dominko \| 7 5 \| 63 7 \| 6 3 \| \| \| 3. \| \| Pu Jün-čchao-kche-tche / Čang Č’-čen Sebastian Dominko / Matic Križnik \| 3 6 \| 4 6 \| \| \| \| 4. \| \| Čang Č’-čen Sebastian Dominko \| 3 6 \| 4 6 \| \| \| \| 5. \| \| Čou I Matic Križnik \| 5 7 \| 6 1 \| 6 3 \| \| \| \| \| \| \| \| \| \| \| \| \| \| \| \| \| \| \| \| \| \| \| \| \| \| \| \| \| \| \| \| \| \| \| \| \| \| \| \| \| \| |      |                                                                        |     |           |     |  |
| |      |                                                                        | 1.  | 2.        | 3.  |  |
| 1. |      | Čang Č’-čen Matic Križnik                                              | 6 0 | 6 2       |     |  |
| 2. |      | Čou I Sebastian Dominko                                                | 7 5 | 63 7      | 6 3 |  |
| 3. |      | Pu Jün-čchao-kche-tche / Čang Č’-čen Sebastian Dominko / Matic Križnik | 3 6 | 4 6       |     |  |
| 4. |      | Čang Č’-čen Sebastian Dominko                                          | 3 6 | 4 6       |     |  |
| 5. |      | Čou I Matic Križnik                                                    | 5 7 | 6 1       | 6 3 |  |
| |      |                                                                        |     |           |     |  |
| |      |                                                                        |     |           |     |  |
| |      |                                                                        |     |           |     |  |
| |      |                                                                        |     |           |     |  |
| |      |                                                                        |     |           |     |  |

### Tunisko vs. Kostarika
| | Tunisko | 3 :                                                                 | 0    | Kostarika |     |            |
| --- | ------- | ------------------------------------------------------------------- | ---- | --------- | --- | ---------- |
| Cité Nationale Sportive El Menzah, Tunis, Tunisko 2.–3. února 2024 tvrdý |         |                                                                     |      |           |     |            |
| \| \| \| \| 1. \| 2. \| 3. \| \| \| -- \| \| ------------------------------------------------------------------- \| ---- \| ---- \| --- \| ---------- \| \| 1. \| \| Moez Echargui Jesse Flores \| 6 2 \| 6 3 \| \| \| \| 2. \| \| Aziz Dougaz Rodrigo Crespo Piedra \| 6 3 \| 5 7 \| 6 4 \| \| \| 3. \| \| Skander Mansouri / Aziz Ouakaa Rodrigo Crespo Piedra / Jesse Flores \| 64 7 \| 7 63 \| 7 5 \| \| \| 4. \| \| Aziz Dougaz Jesse Flores \| \| \| \| nehrálo se \| \| 5. \| \| Moez Echargui Rodrigo Crespo Piedra \| \| \| \| nehrálo se \| \| \| \| \| \| \| \| \| \| \| \| \| \| \| \| \| \| \| \| \| \| \| \| \| \| \| \| \| \| \| \| \| \| \| \| \| \| \| \| \| |         |                                                                     |      |           |     |            |
| |         |                                                                     | 1.   | 2.        | 3.  |            |
| 1. |         | Moez Echargui Jesse Flores                                          | 6 2  | 6 3       |     |            |
| 2. |         | Aziz Dougaz Rodrigo Crespo Piedra                                   | 6 3  | 5 7       | 6 4 |            |
| 3. |         | Skander Mansouri / Aziz Ouakaa Rodrigo Crespo Piedra / Jesse Flores | 64 7 | 7 63      | 7 5 |            |
| 4. |         | Aziz Dougaz Jesse Flores                                            |      |           |     | nehrálo se |
| 5. |         | Moez Echargui Rodrigo Crespo Piedra                                 |      |           |     | nehrálo se |
| |         |                                                                     |      |           |     |            |
| |         |                                                                     |      |           |     |            |
| |         |                                                                     |      |           |     |            |
| |         |                                                                     |      |           |     |            |
| |         |                                                                     |      |           |     |            |

### Salvador vs. Pacifická Oceánie
| | Salvador | 4 :                                                           | 0   | Pacifická Oceánie |    |            |
| --- | -------- | ------------------------------------------------------------- | --- | ----------------- | -- | ---------- |
| Polideportivo de Ciudad Merliot Santa Tecla, Santa Tecla, Salvador 2.–3. února 2024 tvrdý |          |                                                               |     |                   |    |            |
| \| \| \| \| 1. \| 2. \| 3. \| \| \| -- \| \| ------------------------------------------------------------- \| --- \| --- \| -- \| ---------- \| \| 1. \| \| Diego Durán Gillian Osmont \| 6 3 \| 6 0 \| \| \| \| 2. \| \| Marcelo Arévalo Heve Kelley \| 6 0 \| 6 2 \| \| \| \| 3. \| \| Marcelo Arévalo / César Cruz Matavao Fanguna / Gillian Osmont \| 6 3 \| 6 1 \| \| \| \| 4. \| \| Juan Carlos Fuentes Vásquez Matavao Fanguna \| 6 0 \| 6 3 \| \| \| \| 5. \| \| Diego Durán Heve Kelley \| \| \| \| nehrálo se \| \| \| \| \| \| \| \| \| \| \| \| \| \| \| \| \| \| \| \| \| \| \| \| \| \| \| \| \| \| \| \| \| \| \| \| \| \| \| \| \| |          |                                                               |     |                   |    |            |
| |          |                                                               | 1.  | 2.                | 3. |            |
| 1. |          | Diego Durán Gillian Osmont                                    | 6 3 | 6 0               |    |            |
| 2. |          | Marcelo Arévalo Heve Kelley                                   | 6 0 | 6 2               |    |            |
| 3. |          | Marcelo Arévalo / César Cruz Matavao Fanguna / Gillian Osmont | 6 3 | 6 1               |    |            |
| 4. |          | Juan Carlos Fuentes Vásquez Matavao Fanguna                   | 6 0 | 6 3               |    |            |
| 5. |          | Diego Durán Heve Kelley                                       |     |                   |    | nehrálo se |
| |          |                                                               |     |                   |    |            |
| |          |                                                               |     |                   |    |            |
| |          |                                                               |     |                   |    |            |
| |          |                                                               |     |                   |    |            |
| |          |                                                               |     |                   |    |            |

### Hongkong vs. Zimbabwe
| | Hongkong | 3 :                                                             | 1    | Zimbabwe |          |            |
| --- | -------- | --------------------------------------------------------------- | ---- | -------- | -------- | ---------- |
| Victoria Park Tennis Stadium, Hongkong 3.–4. února 2024 tvrdý |          |                                                                 |      |          |          |            |
| \| \| \| \| 1. \| 2. \| 3. \| \| \| -- \| \| --------------------------------------------------------------- \| ---- \| --- \| -------- \| ---------- \| \| 1. \| \| Wong Hong-kit Benjamin Lock \| 3 6 \| 6 3 \| 7 65 \| \| \| 2. \| \| Coleman Wong Courtney John Lock \| 6 2 \| 6 0 \| \| \| \| 3. \| \| Coleman Wong / Wong Chun-hun Benjamin Lock / Courtney John Lock \| 6 4 \| 6 0 \| \| \| \| 4. \| \| Chan Kwok-shun Benedict Badza \| 7 65 \| 4 6 \| [6] [10] \| \| \| 5. \| \| Wong Hong-kit Courtney John Lock \| \| \| \| nehrálo se \| \| \| \| \| \| \| \| \| \| \| \| \| \| \| \| \| \| \| \| \| \| \| \| \| \| \| \| \| \| \| \| \| \| \| \| \| \| \| \| \| |          |                                                                 |      |          |          |            |
| |          |                                                                 | 1.   | 2.       | 3.       |            |
| 1. |          | Wong Hong-kit Benjamin Lock                                     | 3 6  | 6 3      | 7 65     |            |
| 2. |          | Coleman Wong Courtney John Lock                                 | 6 2  | 6 0      |          |            |
| 3. |          | Coleman Wong / Wong Chun-hun Benjamin Lock / Courtney John Lock | 6 4  | 6 0      |          |            |
| 4. |          | Chan Kwok-shun Benedict Badza                                   | 7 65 | 4 6      | [6] [10] |            |
| 5. |          | Wong Hong-kit Courtney John Lock                                |      |          |          | nehrálo se |
| |          |                                                                 |      |          |          |            |
| |          |                                                                 |      |          |          |            |
| |          |                                                                 |      |          |          |            |
| |          |                                                                 |      |          |          |            |
| |          |                                                                 |      |          |          |            |

### Jamajka vs. Barbados
| | Jamajka | 2 :                                                          | 3   | Barbados |     |  |
| --- | ------- | ------------------------------------------------------------ | --- | -------- | --- |  |
| Eric Bell National Tennis Centre, Kingston, Jamajka 3.–4. února 2024 tvrdý |         |                                                              |     |          |     |  |
| \| \| \| \| 1. \| 2. \| 3. \| \| \| -- \| \| ------------------------------------------------------------ \| --- \| --- \| --- \| \| \| 1. \| \| Blaise Bicknell Kaipo Marshall \| 6 1 \| 3 6 \| 6 1 \| \| \| 2. \| \| Rowland Phillips Darian King \| 3 6 \| 6 3 \| 5 7 \| \| \| 3. \| \| Blaise Bicknell / Rowland Phillips Darian King / Haydn Lewis \| 6 3 \| 4 6 \| 4 6 \| \| \| 4. \| \| Blaise Bicknell Darian King \| 6 1 \| 6 0 \| \| \| \| 5. \| \| Rowland Phillips Kaipo Marshall \| 4 6 \| 6 1 \| 2 6 \| \| \| \| \| \| \| \| \| \| \| \| \| \| \| \| \| \| \| \| \| \| \| \| \| \| \| \| \| \| \| \| \| \| \| \| \| \| \| \| \| \| |         |                                                              |     |          |     |  |
| |         |                                                              | 1.  | 2.       | 3.  |  |
| 1. |         | Blaise Bicknell Kaipo Marshall                               | 6 1 | 3 6      | 6 1 |  |
| 2. |         | Rowland Phillips Darian King                                 | 3 6 | 6 3      | 5 7 |  |
| 3. |         | Blaise Bicknell / Rowland Phillips Darian King / Haydn Lewis | 6 3 | 4 6      | 4 6 |  |
| 4. |         | Blaise Bicknell Darian King                                  | 6 1 | 6 0      |     |  |
| 5. |         | Rowland Phillips Kaipo Marshall                              | 4 6 | 6 1      | 2 6 |  |
| |         |                                                              |     |          |     |  |
| |         |                                                              |     |          |     |  |
| |         |                                                              |     |          |     |  |
| |         |                                                              |     |          |     |  |
| |         |                                                              |     |          |     |  |

### Kypr vs. Maroko
| | Kypr | 1 :                                                                 | 3   | Maroko |    |            |
| --- | ---- | ------------------------------------------------------------------- | --- | ------ | -- | ---------- |
| National Tennis Centre, Nikósie, Kypr 3.–4. února 2024 tvrdý |      |                                                                     |     |        |    |            |
| \| \| \| \| 1. \| 2. \| 3. \| \| \| -- \| \| ------------------------------------------------------------------- \| --- \| ---- \| -- \| ---------- \| \| 1. \| \| Petros Chrysochos Yassine Dlimi \| 5 7 \| 62 7 \| \| \| \| 2. \| \| Menelaos Efstathiou Elliot Benchetrit \| 3 6 \| 2 6 \| \| \| \| 3. \| \| Sergis Kyratzis / Eleftherios Neos Elliot Benchetrit / Adam Moundir \| 4 6 \| 4 6 \| \| \| \| 4. \| \| Styrianos Christodoulou Hamza Karmoussi \| 6 3 \| 6 1 \| \| \| \| 5. \| \| Petros Chrysochos Elliot Benchetrit \| \| \| \| nehrálo se \| \| \| \| \| \| \| \| \| \| \| \| \| \| \| \| \| \| \| \| \| \| \| \| \| \| \| \| \| \| \| \| \| \| \| \| \| \| \| \| \| |      |                                                                     |     |        |    |            |
| |      |                                                                     | 1.  | 2.     | 3. |            |
| 1. |      | Petros Chrysochos Yassine Dlimi                                     | 5 7 | 62 7   |    |            |
| 2. |      | Menelaos Efstathiou Elliot Benchetrit                               | 3 6 | 2 6    |    |            |
| 3. |      | Sergis Kyratzis / Eleftherios Neos Elliot Benchetrit / Adam Moundir | 4 6 | 4 6    |    |            |
| 4. |      | Styrianos Christodoulou Hamza Karmoussi                             | 6 3 | 6 1    |    |            |
| 5. |      | Petros Chrysochos Elliot Benchetrit                                 |     |        |    | nehrálo se |
| |      |                                                                     |     |        |    |            |
| |      |                                                                     |     |        |    |            |
| |      |                                                                     |     |        |    |            |
| |      |                                                                     |     |        |    |            |
| |      |                                                                     |     |        |    |            |

### Vietnam vs. Jihoafrická republika
| | Vietnam | 2 :                                                                | 3   | Jihoafrická republika |     |       |
| --- | ------- | ------------------------------------------------------------------ | --- | --------------------- | --- | ----- |
| Hanaka Paris Ocean Park, Từ Sơn, Vietnam 2.–3. února 2024 tvrdý |         |                                                                    |     |                       |     |       |
| \| \| \| \| 1. \| 2. \| 3. \| \| \| -- \| \| ------------------------------------------------------------------ \| --- \| --- \| --- \| ----- \| \| 1. \| \| Lý Hoàng Nam Philip Henning \| 6 3 \| 6 4 \| \| \| \| 2. \| \| Trịnh Linh Giang Kris van Wyk \| 6 4 \| 3 6 \| 0 4 \| skreč \| \| 3. \| \| Lý Hoàng Nam / Nguyễn Văn Phương Philip Henning / Christiaan Worst \| 6 4 \| 1 6 \| 4 6 \| \| \| 4. \| \| Lý Hoàng Nam Kris van Wyk \| 6 4 \| 3 6 \| 6 3 \| \| \| 5. \| \| Trịnh Linh Giang Philip Henning \| 2 6 \| 2 6 \| \| \| \| \| \| \| \| \| \| \| \| \| \| \| \| \| \| \| \| \| \| \| \| \| \| \| \| \| \| \| \| \| \| \| \| \| \| \| \| \| \| \| |         |                                                                    |     |                       |     |       |
| |         |                                                                    | 1.  | 2.                    | 3.  |       |
| 1. |         | Lý Hoàng Nam Philip Henning                                        | 6 3 | 6 4                   |     |       |
| 2. |         | Trịnh Linh Giang Kris van Wyk                                      | 6 4 | 3 6                   | 0 4 | skreč |
| 3. |         | Lý Hoàng Nam / Nguyễn Văn Phương Philip Henning / Christiaan Worst | 6 4 | 1 6                   | 4 6 |       |
| 4. |         | Lý Hoàng Nam Kris van Wyk                                          | 6 4 | 3 6                   | 6 3 |       |
| 5. |         | Trịnh Linh Giang Philip Henning                                    | 2 6 | 2 6                   |     |       |
| |         |                                                                    |     |                       |     |       |
| |         |                                                                    |     |                       |     |       |
| |         |                                                                    |     |                       |     |       |
| |         |                                                                    |     |                       |     |       |
| |         |                                                                    |     |                       |     |       |

### Togo vs. Indonésie
| | Togo | 3 :                                                                      | 2   | Indonésie |     |  |
| --- | ---- | ------------------------------------------------------------------------ | --- | --------- | --- |  |
| Stade Omnisport de Lomé, Lomé, Togo 3.–4. února 2024 tvrdý |      |                                                                          |     |           |     |  |
| \| \| \| \| 1. \| 2. \| 3. \| \| \| -- \| \| ------------------------------------------------------------------------ \| --- \| --- \| --- \| \| \| 1. \| \| Komlavi Loglo Muhammad Rifqi Fitriadi \| 1 6 \| 4 6 \| \| \| \| 2. \| \| Thomas Setodji Anthony Susanto \| 6 1 \| 6 2 \| \| \| \| 3. \| \| Komlavi Loglo / Thomas Setodji Muhammad Rifqi Fitriadi / Anthony Susanto \| 6 3 \| 3 6 \| 7 5 \| \| \| 4. \| \| Thomas Setodji Muhammad Rifqi Fitriadi \| 2 6 \| 3 6 \| \| \| \| 5. \| \| Komlavi Loglo Anthony Susanto \| 6 2 \| 6 2 \| \| \| \| \| \| \| \| \| \| \| \| \| \| \| \| \| \| \| \| \| \| \| \| \| \| \| \| \| \| \| \| \| \| \| \| \| \| \| \| \| \| \| |      |                                                                          |     |           |     |  |
| |      |                                                                          | 1.  | 2.        | 3.  |  |
| 1. |      | Komlavi Loglo Muhammad Rifqi Fitriadi                                    | 1 6 | 4 6       |     |  |
| 2. |      | Thomas Setodji Anthony Susanto                                           | 6 1 | 6 2       |     |  |
| 3. |      | Komlavi Loglo / Thomas Setodji Muhammad Rifqi Fitriadi / Anthony Susanto | 6 3 | 3 6       | 7 5 |  |
| 4. |      | Thomas Setodji Muhammad Rifqi Fitriadi                                   | 2 6 | 3 6       |     |  |
| 5. |      | Komlavi Loglo Anthony Susanto                                            | 6 2 | 6 2       |     |  |
| |      |                                                                          |     |           |     |  |
| |      |                                                                          |     |           |     |  |
| |      |                                                                          |     |           |     |  |
| |      |                                                                          |     |           |     |  |
| |      |                                                                          |     |           |     |  |

### Bolívie vs. Thajsko
| | Bolívie | 4 :                                                           | 0      | Thajsko |    |            |
| --- | ------- | ------------------------------------------------------------- | ------ | ------- | -- | ---------- |
| Club de Tenis La Paz, La Paz, Bolívie 3.–4. února 2024 antuka |         |                                                               |        |         |    |            |
| \| \| \| \| 1. \| 2. \| 3. \| \| \| -- \| \| ------------------------------------------------------------- \| ------ \| --- \| -- \| ---------- \| \| 1. \| \| Juan Carlos Prado Ángelo Maximus Jones \| 6 3 \| 6 2 \| \| \| \| 2. \| \| Murkel Dellien Višaja Trongčaroenčajkul \| 6 1 \| 6 1 \| \| \| \| 3. \| \| Boris Arias / Federico Zeballos Pručja Isaro / Kasidit Samrej \| 710 68 \| 6 4 \| \| \| \| 4. \| \| Boris Arias Tanapet Čanta \| 6 4 \| 6 3 \| \| \| \| 5. \| \| Juan Carlos Prado Ángelo Višaja Trongčaroenčajkul \| \| \| \| nehrálo se \| \| \| \| \| \| \| \| \| \| \| \| \| \| \| \| \| \| \| \| \| \| \| \| \| \| \| \| \| \| \| \| \| \| \| \| \| \| \| \| \| |         |                                                               |        |         |    |            |
| |         |                                                               | 1.     | 2.      | 3. |            |
| 1. |         | Juan Carlos Prado Ángelo Maximus Jones                        | 6 3    | 6 2     |    |            |
| 2. |         | Murkel Dellien Višaja Trongčaroenčajkul                       | 6 1    | 6 1     |    |            |
| 3. |         | Boris Arias / Federico Zeballos Pručja Isaro / Kasidit Samrej | 710 68 | 6 4     |    |            |
| 4. |         | Boris Arias Tanapet Čanta                                     | 6 4    | 6 3     |    |            |
| 5. |         | Juan Carlos Prado Ángelo Višaja Trongčaroenčajkul             |        |         |    | nehrálo se |
| |         |                                                               |        |         |    |            |
| |         |                                                               |        |         |    |            |
| |         |                                                               |        |         |    |            |
| |         |                                                               |        |         |    |            |
| |         |                                                               |        |         |    |            |

### Írán vs. Estonsko
| | Írán |  |    | Estonsko |    |  |
| --- | ---- |  | -- | -------- | -- |  |
| Sri Lanka Lawn Tennis Association Complex, Kolombo, Srí Lanka 15.–16. března 2024 antuka |      |  |    |          |    |  |
| \| \| \| \| 1. \| 2. \| 3. \| \| \| -- \| \| \| -- \| -- \| -- \| \| \| 1. \| \| \| \| \| \| \| \| 2. \| \| \| \| \| \| \| \| 3. \| \| \| \| \| \| \| \| 4. \| \| \| \| \| \| \| \| 5. \| \| \| \| \| \| \| \| \| \| \| \| \| \| \| \| \| \| \| \| \| \| \| \| \| \| \| \| \| \| \| \| \| \| \| \| \| \| \| \| \| \| \| \| \| \| \| |      |  |    |          |    |  |
| |      |  | 1. | 2.       | 3. |  |
| 1. |      |  |    |          |    |  |
| 2. |      |  |    |          |    |  |
| 3. |      |  |    |          |    |  |
| 4. |      |  |    |          |    |  |
| 5. |      |  |    |          |    |  |
| |      |  |    |          |    |  |
| |      |  |    |          |    |  |
| |      |  |    |          |    |  |
| |      |  |    |          |    |  |
| |      |  |    |          |    |  |

### Paraguay vs. Monako
| | Paraguay | 1 :                                                                          | 3    | Monako |     |            |
| --- | -------- | ---------------------------------------------------------------------------- | ---- | ------ | --- | ---------- |
| Club Internacional de Tenis, Asunción, Paraguay 3.–4. února 2024 antuka |          |                                                                              |      |        |     |            |
| \| \| \| \| 1. \| 2. \| 3. \| \| \| -- \| \| ---------------------------------------------------------------------------- \| ---- \| --- \| --- \| ---------- \| \| 1. \| \| Daniel Vallejo Benjamin Balleret \| 6 2 \| 6 4 \| \| \| \| 2. \| \| Martín Antonio Vergara del Puerto Valentin Vacherot \| 2 6 \| 1 6 \| \| \| \| 3. \| \| Daniel Vallejo / Martín Antonio Vergara del Puerto Romain Arneodo / Hugo Nys \| 62 7 \| 4 6 \| \| \| \| 4. \| \| Daniel Vallejo Valentin Vacherot \| 7 60 \| 4 6 \| 4 6 \| \| \| 5. \| \| Martín Antonio Vergara del Puerto Benjamin Balleret \| \| \| \| nehrálo se \| \| \| \| \| \| \| \| \| \| \| \| \| \| \| \| \| \| \| \| \| \| \| \| \| \| \| \| \| \| \| \| \| \| \| \| \| \| \| \| \| |          |                                                                              |      |        |     |            |
| |          |                                                                              | 1.   | 2.     | 3.  |            |
| 1. |          | Daniel Vallejo Benjamin Balleret                                             | 6 2  | 6 4    |     |            |
| 2. |          | Martín Antonio Vergara del Puerto Valentin Vacherot                          | 2 6  | 1 6    |     |            |
| 3. |          | Daniel Vallejo / Martín Antonio Vergara del Puerto Romain Arneodo / Hugo Nys | 62 7 | 4 6    |     |            |
| 4. |          | Daniel Vallejo Valentin Vacherot                                             | 7 60 | 4 6    | 4 6 |            |
| 5. |          | Martín Antonio Vergara del Puerto Benjamin Balleret                          |      |        |     | nehrálo se |
| |          |                                                                              |      |        |     |            |
| |          |                                                                              |      |        |     |            |
| |          |                                                                              |      |        |     |            |
| |          |                                                                              |      |        |     |            |
| |          |                                                                              |      |        |     |            |